# Marilyn J. Ziffrin
Marilyn Jane Ziffrin (Moline, Illinois, 7 augustus 1926 – 16 maart 2018) was een Amerikaans componiste, muziekpedagoog en pianiste. Zij was een dochter van Betty S. en Harry B. Ziffrin, die beiden aan het einde van de 19e eeuw uit Wit-Rusland naar de Verenigde Staten geëmigreerd waren om het groter wordende antisemitisme te ontgaan.

## Biografie
Ziffrin kreeg al op 4-jarige leeftijd pianoles van Louise Cervin. Naast de piano bespeelde zij ook de klarinet en saxofoon en was medeoprichter van een harmonieorkest aan de Highschool. Zij studeerde aan de Universiteit van Wisconsin in Madison Madison, waar zijn in 1948 haar Bachelor of Music met summa cum laude behaalde. Dan studeerde zij aan de Columbia University in New York, onder andere bij Howard Murphy (muziekgeschiedenis) en behaalde in 1949 haar Master of Music aldaar. Hier schreef zij ook haar eerst groot werk, een Concert, voor piano en orkest. Aansluitend vertrok zijn naar Chicago en studeerde daar van 1952 tot 1955 privé bij Alexander Nikolajewitsj Tsjerepnin. In 1961 was zij fellow van de MacDowell Colony.
Eveneens in 1961 werd zij docente aan de Universiteit van Noordoost-Illinois in Chicago en bleef daar tot 1967. Aansluitend werd zij aan het New England College in Henniker (New Hampshire) als Associate Professor beroepen. In 1982 ging zij met pensioen. Sindsdien componeerde zij nog werken. Zij doceerde ook privé compositie aan de St. Paul's School in Concord, New Hampshire van 1972 tot 1983.
Zij was lid van de National Association of Composers and Conductors.
Als componist schreef zijn voor verschillende media. In haar werken is een liefde voor melodie, strikte structuren en ritmiek te herkennen.

## Composities

### Werken voor orkest
- 1949 Concerto, voor piano en orkest
- 1957 Waltz, voor orkest
- 1963 A Small Suite, voor strijkorkest
- 1976-1977 Orchestra Piece
- 1979 Colors for Orchestra
- 1988 Symphony "Letters", voor sopraan en orkest
- 1993 Movie Music, suite voor orkest
- 1994-1995 Concerto, voor klarinet en orkest
- 1996 Strings, voor strinkorkest
- 1996 Soundscape I, voor orkest
- 2002 Soundscape II, voor orkest

### Werken voor harmonieorkest
- 1958 Overture for Concert Band
- 1985 Salute to Lexington, ouverture

### Werken voor koren
- 1950 Jewish Prayer, voor gemengd koor
- 1953-1954 rev.1982-1983 Death of Moses, cantate
- 1966 Prayer, voor gemengd koor
- 1990 Chorus from "Alcestis", voor gemengd koor
- 1992 Choruses from the Greeks, voor gemengd koor
- 1994 New England Epitaphs, voor gemengd koor
- 1997 CLICHES, voor gemengd koor
- 2000 Cantata for Freedom, cantate
- 2002 Alamanck-1688, voor gemengd koor

### Vocale muziek
- 1957 Three Songs for Woman's Voice, voor mezzo-sopraan en piano
  1. Woman at the Spring Drip - tekst: Miller Brand
  2. Song of Night - tekst: Miller Brand
  3. The Maid Who Sells the Rose - tekst: Carolyn Hill
- 1971 Haiku, zang cyclus voor sopraan, altviool en klavecimbel
- 1990 Soliloquy from Captain Kidd, voor bariton en piano
- 1991 Three Songs of the Trobairitz (Women Troubadours), voor sopraan en piano
- 1997 For Love of Cynthia, zang cyclus voor bariton en accordeon (of viool), hoorn en piano
- 1997 Encore no. 2, voor vocaal duo en piano
- 1998 Two Songs, voor sopraan, altviool en piano
- Songs for D'Anna, voor sopraan en piano

### Kamermuziek
- 1953 The Little Prince, suite voor klarinet en fagot
- 1966 Make a Joyful Noise, voor blokfluitenkwartet
- 1969 XIII for Chamber Ensemble
- 1970 Strijkkwartet
- 1972 Movements, voor klarinet en slagwerk
- 1973 Four Pieces, voor tuba
- 1973 Sonata, voor orgel en cello
- 1973-1974 Trio, voor xylofoon, sopraan en tuba
- 1975 Trio, voor viool, cello en piano
- 1976 Kwintet, voor hobo en strijkkwartet
- 1977-1978 Concerto, voor altviool en blazerskwintet
- 1980 SONO, voor cello en piano
- 1985 Duo, voor altblokfluiten
- 1986 Conversations, voor contrabas en klavecimbel
- 1992 Tributum, voor klarinet, altviool en contrabas
- 1995 Flute Fun, voor twee fluiten
- 1995 Trio, voor klarinet, fagot en piano
- 1996 LINES and SPACES, voor koperkwintet
- 1999 Strijkkwartet nr. 2
- 1999 Concertino, voor piano en zeven instrumenten
- 2000 Two Movements, voor blazerskwintet
- 2000 Fanfare for the Friends
- 2001 Abbott's Duo, voor viool en altsaxofoon
- 2001 Sonatina, voor trompet en piano

### Werken voor orgel
- 1955-1956 Toccata and Fugue for Organ
- 1989-1990 Themes and Variations "In Memoriam"

### Werken voor piano
- 1949 Theme and Variations
- 1955 Suite, voor piano (won de eerste prijs tijdens de compositie concours in 1955 van de ISCM in Chicago)
- 1984 Yankee Hooray, voor piano duet
- 1995 Fantasy, voor twee piano's
- 1996 The Encore, een humorvol stuk voor twee piano's
- 1998 Recurrences

### Werken voor gitaar
- 1958 Rhapsody
- 1989 Three Movements
- 1989-1990 Incantation and Dance

### Werken voor slagwerk
- 1968 In the Beginning, voor slagwerk-ensemble

### Filmmuziek
- 1983-1984 White Lies

## Publicaties
- Carl Ruggles - A distinguished American composer and painter, University of Illinois Press, 1994. 304 p., ISBN 0 25202042 1